# حسین‌آباد ابله
حسین آباد ابله روستایی در دهستان شوسف بخش شوسف شهرستان نهبندان استان خراسان جنوبی ایران است. بر پایه سرشماری عمومی نفوس و مسکن در سال ۱۳۹۰ جمعیت این روستا ۵۱ نفر (در ۱۶ خانوار) بوده است.